# Zhang Xi (Badminton)
Zhang Xi (chinesisch 张希; * 24. Oktober 1984) ist eine chinesische Badmintonspielerin, die später in Schweden aktiv war. 

## Karriere
Zhang Xi siegte 2008 bei den Portugal International, den Norwegian International, den Austrian International und den Irish Open. 2009 und 2010 wurde sie nationale Meisterin in Schweden.

## Sportliche Erfolge
| Saison    | Veranstaltung                 | Disziplin   | Platz | Name                                   |
| --------- | ----------------------------- | ----------- | ----- | -------------------------------------- |
| 2008      | Portugal International        | Damendoppel | 1     | Cai Jiani / Zhang Xi                   |
| 2008      | Norwegian International       | Dameneinzel | 1     | Zhang Xi                               |
| 2008      | Irish Open                    | Dameneinzel | 1     | Zhang Xi                               |
| 2008      | Austrian International        | Dameneinzel | 1     | Zhang Xi                               |
| 2008/2009 | Schweden: Einzelmeisterschaft | Dameneinzel | 1     | Zhang Xi (Täby BMF)                    |
| 2009/2010 | Schweden: Einzelmeisterschaft | Dameneinzel | 1     | Zhang Xi (Täby BMF)                    |
| 2009/2010 | Schweden: Einzelmeisterschaft | Mixed       | 1     | Joakim Andersson / Zhang Xi (Täby BMF) |